# Kekūanaōʻa
Mataio Kekūanaōʻa (ur. w 1791, zm. w 1868) — polityk Królestwa Hawajów.
Ostatni premier Hawajów (haw. Kuhina Nui). Swój urząd pełnił od  19 grudnia 1863 do 20 sierpnia 1864. W latach 1834–1868 był królewskim gubernatorem wyspy Oʻahu.